# المنزل السفلى (بعدان)

تعديل مصدري - تعديل

المنزل السفلى محلة تابعة لقرية المنزل العلياء، التابعة لعزلة سير بمديرية بعدان إحدى مديريات محافظة إب في الجمهورية اليمنية، بلغ تعداد سكانها 195 حسب تعداد اليمن لعام 2004.